# Communauté de communes de la Vallée du Prunelli
Die Communauté de communes de la Vallée du Prunelli ist ein ehemaliger französischer Gemeindeverband mit der Rechtsform einer Communauté de communes im Département Corse-du-Sud in der Region Korsika. Sie wurde am 17. Dezember 2003 gegründet und umfasste sechs Gemeinden. Der Verwaltungssitz befand sich im Ort Bastelicaccia.

## Historische Entwicklung
Mit Wirkung vom 1. Januar 2017 wurde der Gemeindeverband aufgelöst und seine Mitgliedsgemeinden auf die Communauté de communes de la Haute Vallée de la Gravona und die Communauté de communes de la Pieve de l’Ornano et du Taravo aufgeteilt.

## Ehemalige Mitgliedsgemeinden
1. Bastelica
2. Bastelicaccia
3. Cauro
4. Eccica-Suarella
5. Ocana
6. Tolla